# Украинцы в Австрии

Украинская национальная община в Австро-Венгерской империи (на карте обозначены оранжевым цветом)

Украи́нцы в А́встрии (укр. Українці в Австрії, нем. Ukrainer in Österreich) — одна из национальных общин Австрийской Республики. Исторически украинская община на территории этого государства сформировалась со времён Габсбургской монархии, в которую, помимо современной территории Австрии, входили также украинские исторические области Галиция, Буковина и Закарпатье.

## История
Украинцы начали расселяться на данной территории в конце XVIII века, когда в состав Габсбургской монархии (Австрийской империи) вошли Галиция, Буковина, а также Холмщина и Подляшье (в 1772, 1775 и 1795—1809 гг., соответственно).
С началом Первой мировой войны сюда прибывали беженцы из Галиции и Буковины, украинская интеллигенция. По завершении Гражданской войны на территории Украины, столица Австрии определённое время оставалась центром политической и культурной активности украинских эмигрантов. Здесь не было никаких ограничений на политическую и партийную деятельность, перенесённую сюда с Украины. В 1921 году в Вене был открыт Украинский свободный университет.
После распада Австро-Венгерской империи украинская диаспора в Вене уменьшилась, но вскоре вновь резко возросла после приезда в Вену правительства Западно-Украинской Народной Республики (ЗУНР). После Первой мировой войны в Австрии насчитывалось примерно 50 тысяч украинцев, в конце Второй мировой войны — уже более 100 тысяч эмигрантов. Когда советские войска заняли часть Австрии, значительная часть украинской диаспоры была депортирована в Советский Союз. С тех пор общественно-политическая, культурная и религиозная жизнь украинской общины была сосредоточена в Западной Австрии, в частности в таких городах, как Зальцбург, Инсбрук, Линц, Грац, Клагенфурт-ам-Вёртерзе, Филлах и Брегенц.

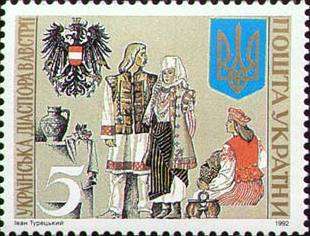
Украинская диаспора Австрии. Почтовая марка Украины (1993)

## Современность
Официальная статистика по численности диаспоры не ведётся. По оценкам экспертов, сегодня в Австрии насчитывается от 6 до 12 тысяч украинцев. Абсолютное большинство из них проживает в городах, в частности в Вене и её окрестностях. Для обеспечения религиозных потребностей общины в Вене, Граце, Зальцбурге, Инсбруке действуют греко-католические церкви. За последнее время в Вене были открыты памятные доски таким выдающимся личностям, как Михаил Грушевский, Иван Пулюй, Пантелеймон Кулиш, Лесь Курбас, Леся Украинка, доска и памятник Ивану Франко, памятник погибшим украинцам на территории бывшего концлагеря Маутхаузен. В 2013 году на горе Леопольдсберг в Вене был открыт памятник украинским казакам-запорожцам, которые приняли участие в Венской битве (1683). В марте 2014 года был открыт памятник Тарасу Шевченко в Институте славистики Венского университета.

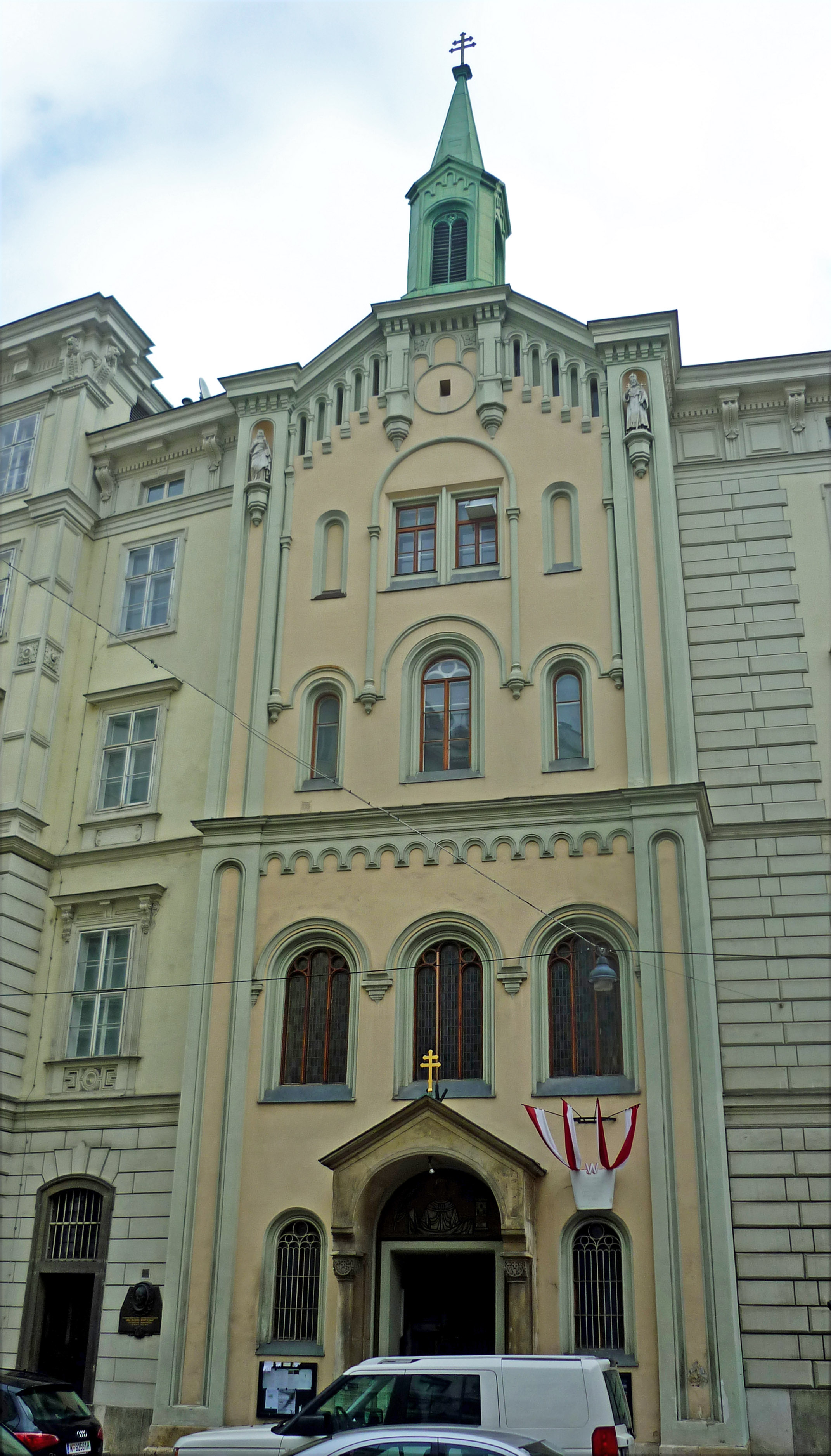
Украинская греко-католическая церковь в Вене
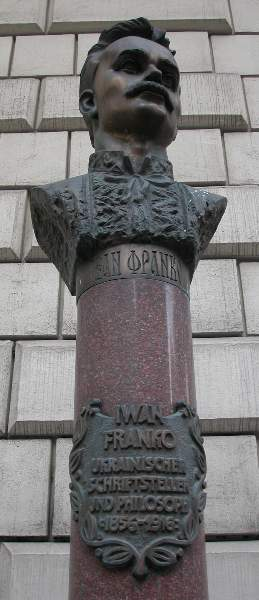
Памятник Ивану Франко в Австрии
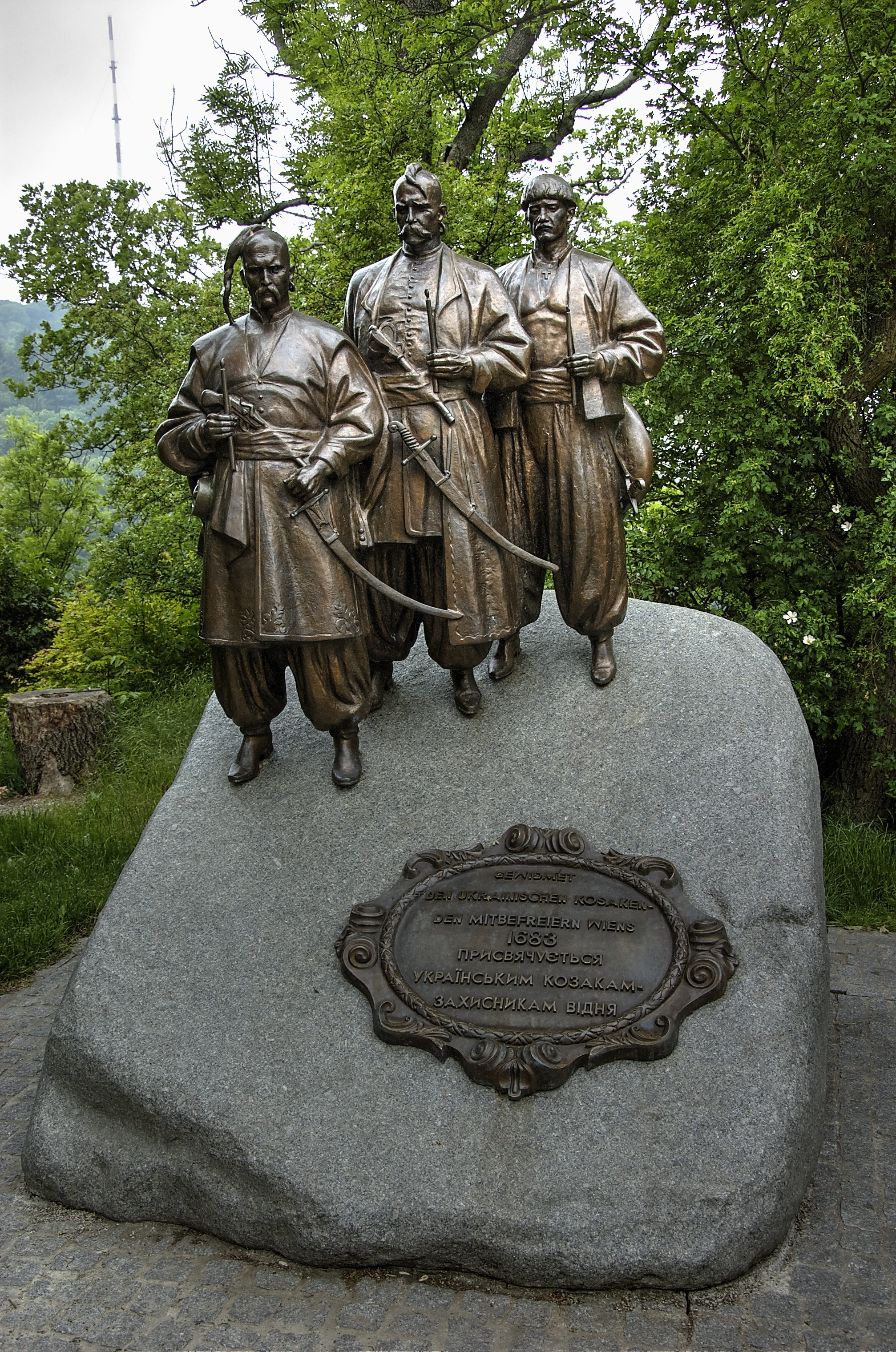
Памятник украинским казакам-запорожцам, которые приняли участие в Венской битве (1683) и освобождении города
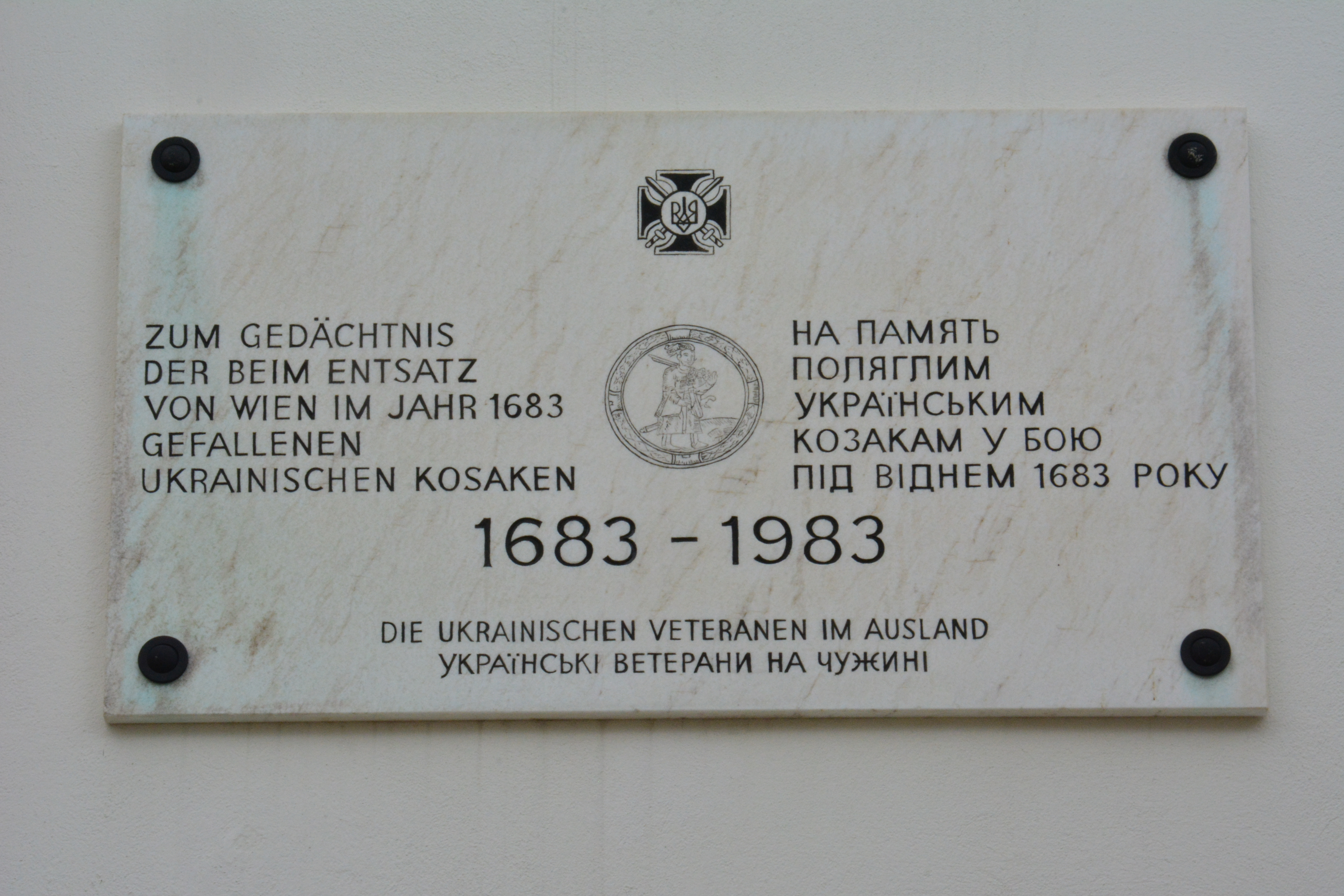
Памятный знак украинским казакам-запорожцам, которые приняли участие в Венской битве (1683) и освобождении города

## Организации

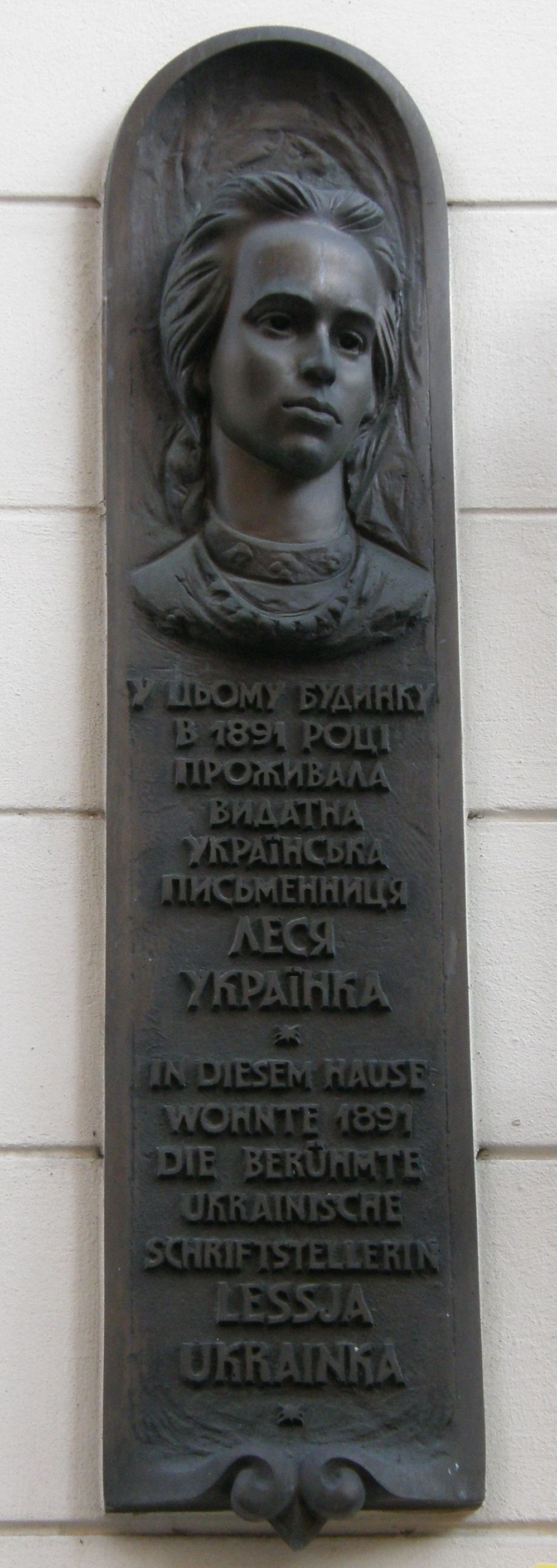
Мемориальная доска Лесе Украинке в Австрии

В Австрии официально действует целый ряд украинских общественных, культурных, образовательных и религиозных организаций:
- Первой украинской церковью за границей, а в дальнейшем первым объединением украинской общины в Австрии стало Украинское церковное братство Святой великомученицы Варвары, основанное в 1862 году прихожанами одноименной украинской греко-католической церкви. При братстве действует хор украинской греко-католической церкви.
- Австрийско-украинское общество, основанное в 1992 году, является главной организацией украинской диаспоры. Президентом общества является бывший министр финансов Австрии Рудольф Эдлингер, управляющий президент - Василий Пилипчук.
- Украинский культурно-образовательный центр им. Ивана Франко, создан в январе 2010 года. Предпосылкой создания этой организации стало стремление отдельных активистов местной украинской общины организовать в Вене школу в соответствии с требованиями Международной украинской школы (МУШ) и реализация других проектов культурного направления. На сегодняшний день в школе учатся ученики от 1 до 11 классов. Согласно уставу организации, главными задачами общества является воспитательно-образовательная работа, пропаганда, поддержка и развитие украинской культуры, охрана памятников украинской культуры, создание украинского информационного пространства на территории Австрии, обеспечения тесных контактов с Украиной и украинскими организациями как в Австрии, так и за ее пределами.
- Товарищество им. Павла Чубинского, основано в июне 1999 года и является организацией, объединяющей украинцев и граждан других стран украинского происхождения. Среди целей организации: углубление связей между Украиной и Австрией в области искусства, культуры и науки; поддержка социальных и гуманитарных проектов; распространение научного и творческого наследия Павла Чубинского; сохранение и распространение украинской культуры и традиций.
- Украинский центр «Зальцбург», основан в марте 2006 году. Центр объединяет этнических украинцев, проживающих в городе Зальцбург.
- Студенческая организация «Сич» в Граце, существует с 1890 года и занимается проведением культурных мероприятий.
- Украинский педагогический центр в Вене. Центром открыта субботняя международная школа «Эрудит».
- Организация «Центр украинских инициатив в сфере культуры, политики и экономики» и Украинская Скаутская Организация (ПЛАСТ) в Австрии, основанные в 2015 году.
- Организации «Европейско-украинская кооперация», «Украинское врачебное общество», «Спортивно-культурное объединение Украина» в Вене.
- Для обеспечения религиозных потребностей диаспоры в Вене, Граце, Зальцбурге, Инсбруке, Линце действуют украинские церкви греко-католического обряда (УГКЦ).